# Femei din lumea de dincolo
Femei din lumea de dincolo (engleză Women of the Otherworld) este o serie fantasy scrisǎ de autoarea canadianǎ Kelley Armstrong.
Cărțile redau povestiri despre vârcolaci, vrăjitoare, necromanți, lupte între vampiri pentru a se "potrivi" în lumea de azi. Seria include de asemenea nuvele și povestiri, publicate online (ca și o antologie).
Primele douǎ volume din serie au fost traduse și publicate în România de editura Tritonic în aprilie 2009 și respectiv mai 2010.

## Cărți
- Cartea  I: Lună plină[1] (engleză Bitten), publicată în octombrie 2001 de către Viking Press
- Cartea  a II-a: A doua lună plină[2] (engl. Stolen), publicată în mai 2003 de către Viking Press
- Cartea a III-a: Magie de doi bani! (engl. Dime Store Magic), publicată în 2004 de catre Bantam Spectra
- Cartea a IV-a: Magie industrială (engl. Industrial Magic),publicată în 2004 de către Bantam Spectra
- Cartea a V-a: Haunted (publicată în 2005 de către Bantam Spectra)
- Cartea a VI-a: Broken (publicată în mai 2006 de Bantam Spectra)
- Cartea a VII-a: Niciun om implicat (No Humans Involved) (publicată în mai 2007 de Bantam Spectra)
- Cartea a VIII-a: Personal Demon (publicată în aprilie 2008 de către Bantam Spectra)
- Cartea a IX-a: Trăind cu morții (Living with the Dead)  (publicată în noiembrie 2008 de Bantam Spectra)
- Cartea a X-a: Frostbitten (publicată în  septembrie 2009 de Bantam Spectra)
- Cartea a XI-a: Waking the Witch 2010.

## Primire
Seria a fost bine primitǎ de cititori, fiind nominatǎ de șase ori pentru Romantic Times Reviewers' Choice Award pe care l-a câștigat de douǎ ori la categoria Contemporary Paranormal cu Stolen și Industrial Magic.